# Lake Wānaka
Der Lake Wānaka ist der fünftgrößte Binnensee Neuseelands und befindet sich im Westen der Region Otago auf der Südinsel des Landes. Die Maori-Bezeichnung Wānaka leitet sich wahrscheinlich vom Begriff Oanaka ab, was so viel wie "Platz des Anaka" bedeutet.

## Geographie
Mit einer Fläche von 192 km² stellt der im kontinentalen Gebiet der Südinsel liegende See den viertgrößten See Neuseelands und den drittgrößten der Südinsel dar. Seine größte Ausdehnung erreicht er in Nord-Süd-Richtung mit etwa 42 Kilometern. An seiner breitesten Stelle – am südlichen Ende – misst der See 10 Kilometer. Die Westküste des Sees ist äußerst gebirgig, hier erreichen die angrenzenden Berge eine Höhe von über 2000 Metern, während die Berge und Hügel an der Ostküste weitaus niedriger sind. Der See selbst liegt auf einer Höhe von 280 Metern ü. NN, während er stellenweise eine Tiefe von mehr als 300 Metern erreicht. Somit befinden sich Teile der Wassermasse unterhalb des Meeresspiegels.
Der Lake Wānaka ist in einem Trogtal eingebettet, das während der letzten Eiszeit geformt wurde. Seine Zuflüsse sind der Matukituki River und der Makarora River. Den Abfluss bildet der Clutha River/Mata-Au, zweitlängster Fluss des Landes, der im Süden an den See anschließt.
Im südlichen Ende des Sees befinden sich außerdem einige Inseln, von denen Rabbit Island und Harwich Island die bekanntesten sind. Des Weiteren liegen die beiden größten Ortschaften am Ufer des Sees, Wanaka und Albert Town, in diesem Gebiet.
Wenige Kilometer östlich des Sees befindet sich der Lake Hāwea, der in einem parallel verlaufenden, durch Gletscher geformten Tal liegt. An der engsten Stelle sind die beiden durch einen Höhenzug getrennten Seen nicht mehr als 1000 Meter voneinander entfernt.

## Freizeitnutzung
Der See ist ein beliebtes Ferienziel, das im Sommer zum Fischen, Bootfahren und zum Baden einlädt. Die nahegelegenen schnell fließenden Flüsse erlauben verschiedene Arten des Extremsports, zum Beispiel Jetboating. Im Winter kann man in der Nähe Ski fahren.

## Nationalpark
Die beiden Seen befinden sich vollständig innerhalb des Mount-Aspiring-Nationalparks, der zum Te Wahipounamu-Weltnaturerbe gehört.